# 張廖万堅
張廖 万堅（ちょうりょう ばんけん、ジャンリアオ ワンジエン、1965年〈民国54年〉2月9日 - ）は、中華民国（台湾）の政治家。民主進歩党所属の元立法委員。

## 経歴
1998年の台中市議員選挙に初当選した。
2012年の第8回立法委員選挙では、台中市第四選挙区から立候補したが、落選した。
2016年の第9回立法委員選挙では10万票以上の得票数で初当選した。
2020年の第10回立法委員選挙でも12万票近い得票数で再選された。
2024年の第11回立法委員選挙では、国民党候補にわずか6000票の僅差で敗れ、落選した。
2024年5月20日、卓栄泰内閣で教育部政務次長に任命された。

## 選挙記録
| 年度 | 選挙                 | 選挙区           | 所属政党   | 得票数  | 得票率 | 当選 | 注釈 |
| ---- | -------------------- | ---------------- | ---------- | ------- | ------ | ---- | ---- |
| 1998 | 第14回台中市議員選挙 | 第四選挙区       | 民主進歩党 | 3,731   | 6.89%  |      |      |
| 2002 | 第15回台中市議員選挙 | 第四選挙区       | 民主進歩党 | 5,416   | 12.06% |      |      |
| 2005 | 第16回台中市議員選挙 | 第四選挙区       | 民主進歩党 | 7,989   | 10.05% |      |      |
| 2010 | 第1回台中市議員選挙  | 第六選挙区       | 民主進歩党 | 21,585  | 21.26% |      |      |
| 2012 | 第8回立法委員選挙    | 台中市第四選挙区 | 民主進歩党 | 92,213  | 46.34% |      |      |
| 2014 | 第2回台中市議員選挙  | 第六選挙区       | 民主進歩党 | 25,804  | 23.74% |      |      |
| 2016 | 第9回立法委員選挙    | 台中市第四選挙区 | 民主進歩党 | 100,649 | 52.77% |      |      |
| 2020 | 第10回立法委員選挙   | 台中市第四選挙区 | 民主進歩党 | 119,886 | 50.90% |      |      |
| 2024 | 第11回立法委員選挙   | 台中市第四選挙区 | 民主進歩党 | 113,350 | 47.35% |      |      |